# بلوتون

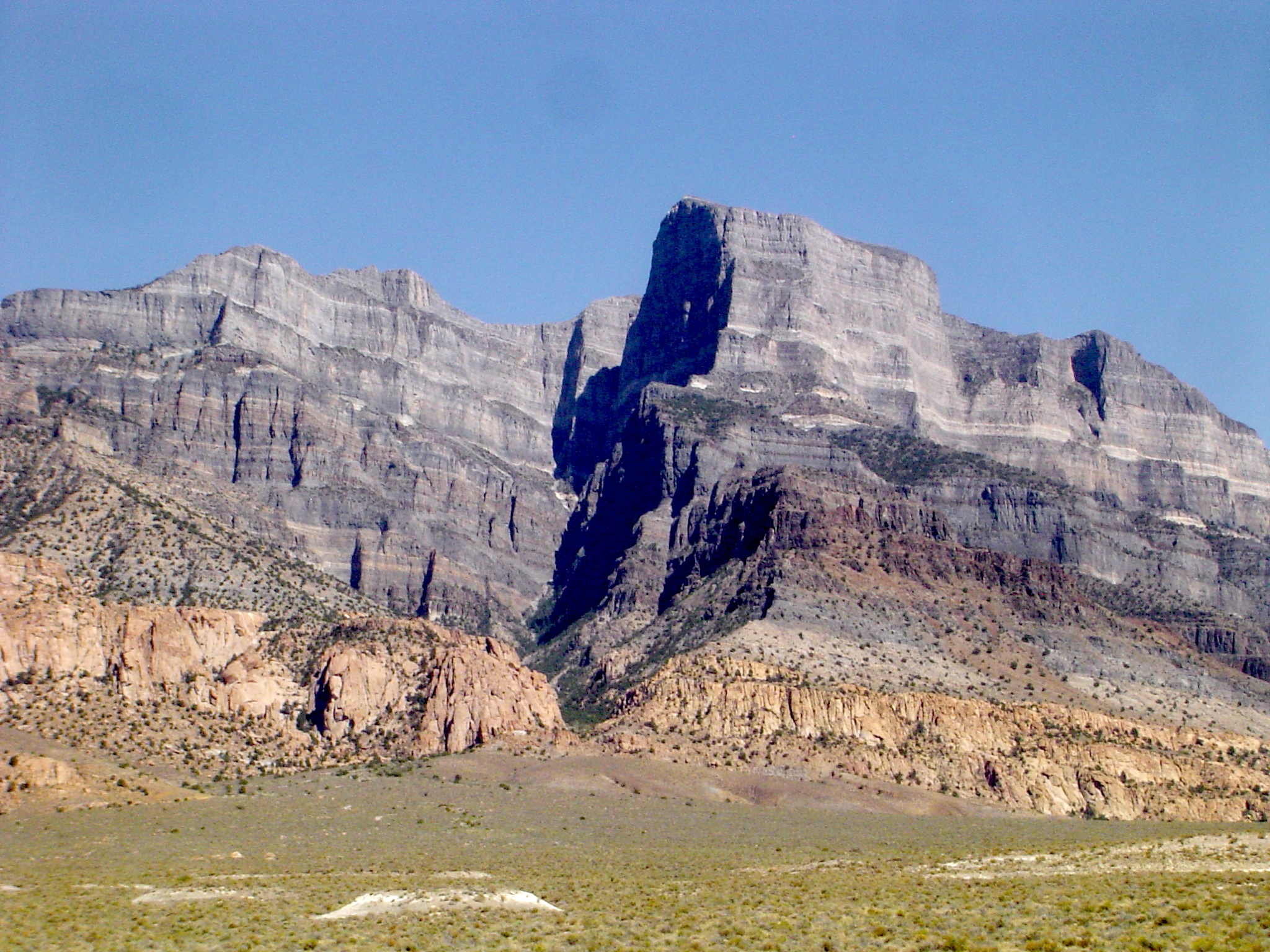
حجر البلوتون في ولاية يوتا

في علم الجيولوجيا، بلوتون عبارة عن مجموعة من الصخور البركانية (وتسمى الصخرة الجوفية) التي تبلورت من المواد المنصهرة المبردة ببطء تحت سطح الأرض. وتشمل الباثوليث والستوك وطبقة صخرية رقيقة، وجيب بركاني واللاكوليث واللابوليث وصخور نارية أخرى. عمليا، «بلوتون» عادة ما يشير إلى كتلة مميزة من الصخور البركانية، وعادة تكون عدة كيلومترات، من دون شكل محدد مثل السيلين وحافات الكاردينال وجبال الكينابالو.
أكثر أنواع صخور بلوتون شيوعا هو جرانيت، الجرانودايوريت، التوناليت، المونزونيت، والكوارتز الديوريت. ويكون له ضوء ملون، وخشن الحبيبات.